# Baczki (Sokołów)
Pour les articles homonymes, voir Baczki.
Baczki  [ˈbat͡ʂki] est un village polonais de la gmina de Repki dans le powiat de Sokołów et dans la voïvodie de Mazovie, au centre-est de la Pologne.
Il est situé à environ 5 kilomètres à l'est de Repki, 15 kilomètres à l'est de Sokołów Podlaski et à 101 kilomètres à l'est de Varsovie.